# 奥司他韦
奧司他韋（英語：oseltamivir），商品名，是一種抗病毒藥物，属神经氨酸酶抑制剂，可治療或預防甲型流感病毒和乙型流感病毒。多數醫療組織建議，流感併發症患者及併發症高危險群，在症狀出現的48小時內服用本品。也建議高危險群用以預防感染，但不建議一般人這樣使用。至於併發症風險較低的族群，據美國疾病控制與預防中心建議，症狀出現48小時內，醫師可斟酌使用。本品為口服藥，有藥錠和藥水兩種劑形。
建議使用奧司他韋及針對建議的批評都饒富爭議，2014年考科藍文獻總結，奧司他韋不能降低住院率，也沒有證據指出流感併發症的發生率降低。兩項薈萃分析得出的結論是，健康的人服用本品，獲益並不會高過風險；也發現到，高危險群以本品治療後是否影響其住院或死亡風險，證據實屬薄弱。但是另一項薈萃分析也發現，奧司他韋在個人和家庭層面，均能有效預防流感。
常見的副作用有嘔吐、腹瀉、頭痛與難以入眠，其他副作用有精神疾病病徵與癲癇發作。目前無足夠證據顯示懷孕期間，使用奧斯他韋會增加對胎兒的不良影響，在美國仍推薦懷孕的流感患者以本品治療。有腎臟問題的患者使用劑量需要調整。
1999 年，美國核准奧斯他韋於醫藥用途，本品是第一款口服的神经氨酸酶抑制剂，曾名列世界衛生組織基本藥物標準清單中，但2017年降級為「補充藥物」。2016年，美國核可本品的學名藥。2017年，本品在美國常用處方藥物名單排名為第159名，一年開出的處方籤超過三百萬筆。

## 发展历史
奥司他韦是一类神经氨酸类似物，属神经氨酸酶抑制剂；此类药物最早出现的是葛兰素史克开发的扎那米韦。由于扎那米韦的物理化学性质不利于生物吸收，因而该药物生物利用度低，给药途径单一，患者较難適应。奥司他韦是在扎那米韦的基础上，根据神经氨酸酶天然底物的分子结构，以及神经氨酸酶催化中心的空间结构进行合理药物设计所获得的，是继HIV整合酶抑制剂之后应用合理药物设计手段成功合成的另一款药物。
奧司他韋由吉利德科學公司的科學家發現，他們使用莽草酸作為合成的起點；莽草酸最初只能由中國八角茴香的提取物取得，到2006年30％的供應由大腸桿菌中重組生產。吉利德於1996年將其相關專利授權給罗氏。
奥司他韦于1996年首次合成，1998年2月26日获得美国专利，1999年10月首次在瑞典推出，随后进入加拿大、欧盟和美国市场，2002年获准在中国推出。
2005年12月，牛津大学的研究结果显示禽流感病毒开始对特敏福产生抗药性。12月22日，罗氏药厂敦促增加特敏福的剂量对抗禽流感。

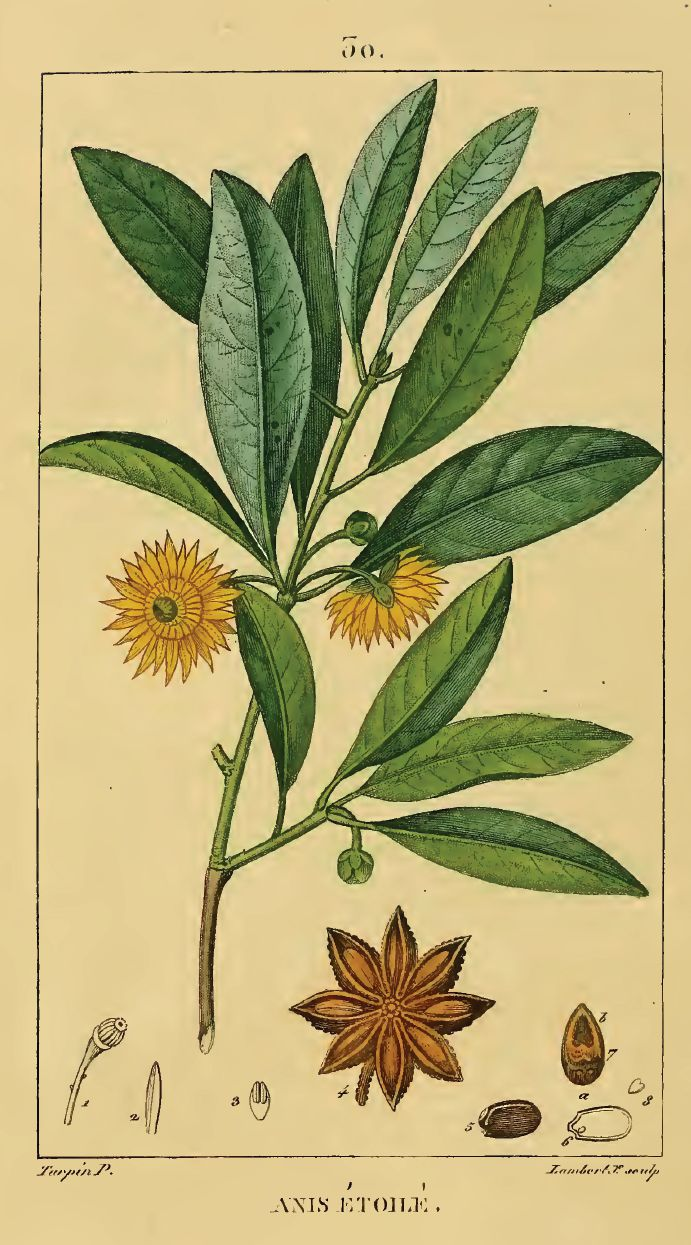
八角茴香

## 合成
目前的合成路线主要有两种：Gilead Sciences的路线以莽草酸作原料，其中涉及有毒的叠氮化物；而罗氏的合成路线（见下图）原料是莽草酸，且不涉及叠氮化物。

## 作用機制

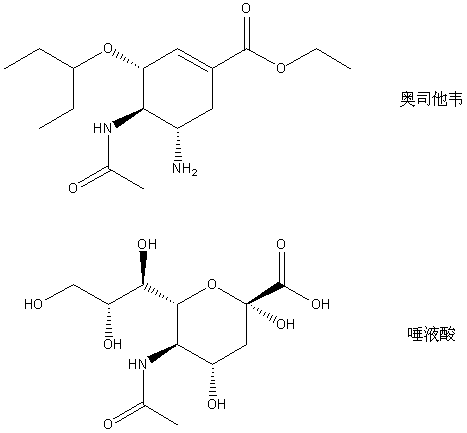
奧司他韋與唾液酸結構對照

奧司他韋作用的靶點是分布於流感病毒表面的神經氨酸酶。神經胺酸酶在病毒的生活週期中扮演了重要的角色，流感病毒在宿主細胞內複製表達和組裝之後，會以出芽的形式突出宿主細胞，但與宿主細胞以凝血酶-唾液酸相連接，神經胺酸酶以唾液酸為作用底物，可催化唾液酸水解，解除成熟病毒顆粒與宿主細胞之間的聯繫，使之可以自由移動侵襲其他健康的宿主細胞。抑制神經胺酸酶的活性可以阻止病毒顆粒的釋放，切斷病毒的擴散鏈，因而神經胺酸酶可以成為治療流行性感冒的一個藥物靶點。   
人們很早就已經通過X射線晶體學的方式獲得了神經胺酸酶的三維結構，並且獲得了神經胺酸酶活性中心的相關資訊。研究顯示，神經胺酸酶的活性中心是一個由高度保守的11個胺基酸序列構成的口袋，活性口袋的入口處分布一個疏水區和一個正電荷集中區，口袋的底部是一個負電荷集中的裂隙。這種活性口袋的結構可以很好地結合其天然底物唾液酸。   
設計者以一個體積較大的烷基取代了唾液酸中的甘油，利用這一結構與活性口袋中的疏水區相結合；4號位置的胺基取代了唾液酸中的羥基，由於胺基比羥基更易形成帶正電的銨鹽，以此與活性口袋底部的負電中心-天門冬胺酸/榖胺酸(依神經胺酸酶亞型不同而異)結合，具有較強作用力；1號位置的羧酸是與活性口袋口部的三個帶正電精胺酸以離子做用力結合（此為奧司他韋與神經胺酸酶結合的最主要作用力），在奧司他韋的設計中用乙醇將游離的羧酸封閉，這種結構本身對靶酶沒有抑制活性，但是由於封閉了極性的羧酸末端，可以提升藥物分子的吸收，獲得較好的藥代動力學性質，在體內經催化水解後，游離的羧酸重新釋放，顯示相應的抑制活性，這種設計在藥物化學中叫做前藥。

## 适应症和用法用量

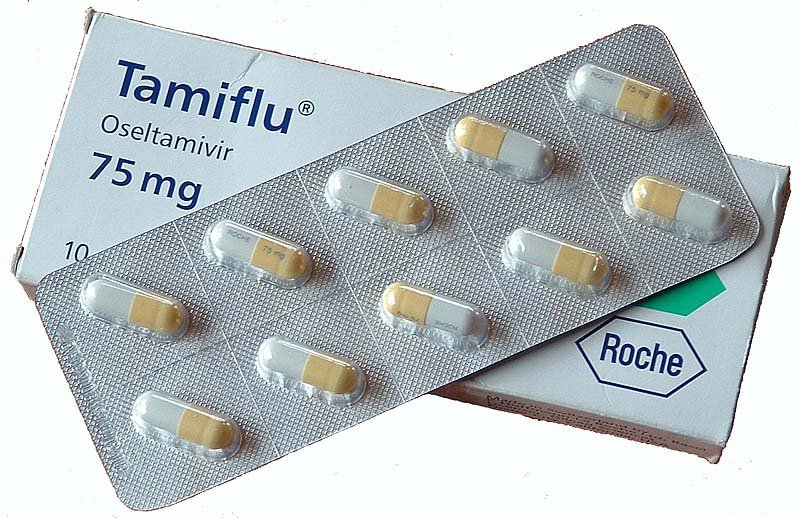
一個療程五天、早晚各一粒的十粒膠囊包裝

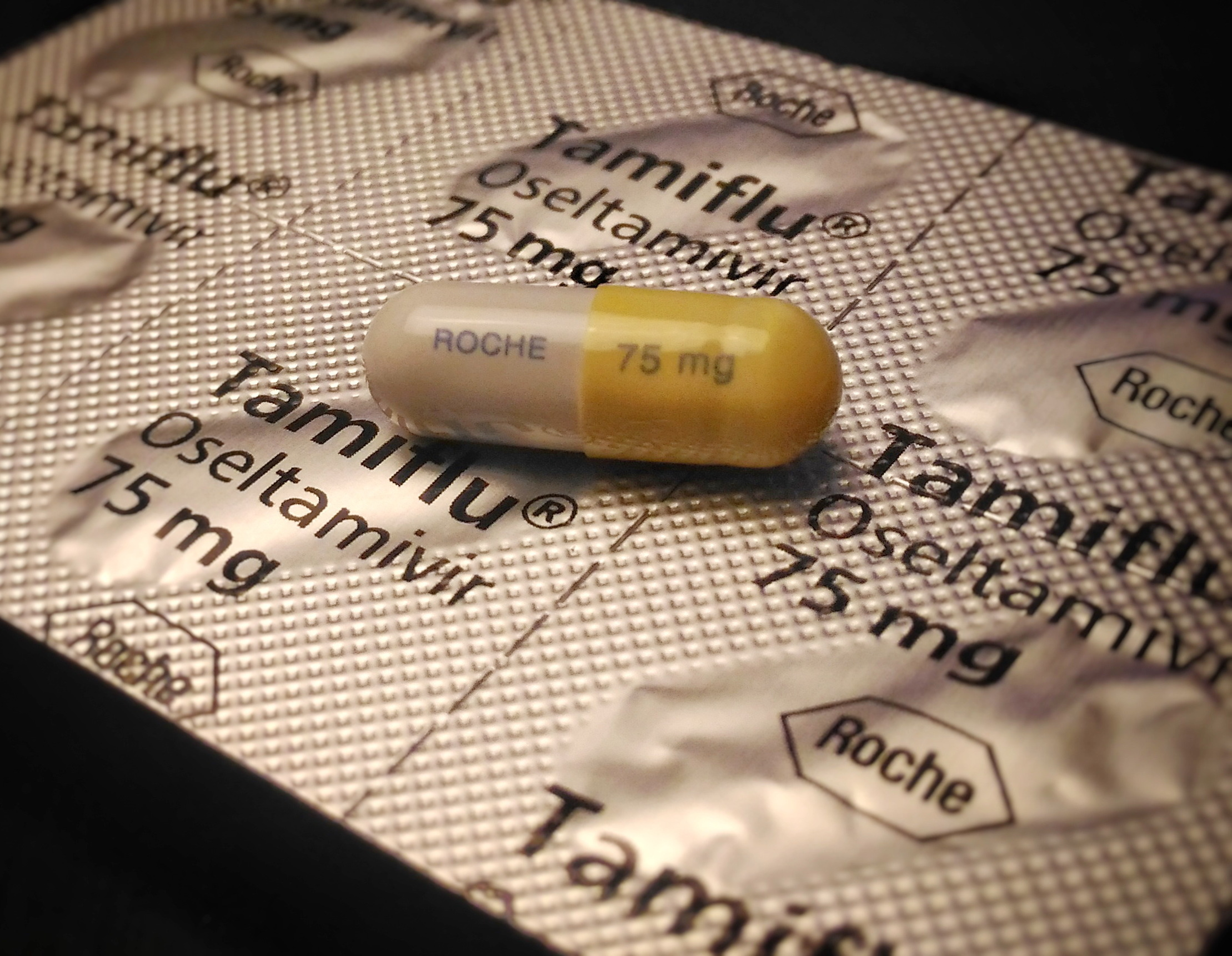
克流感膠囊 75mg

奥司他韦特异性抑制神经氨酸酶，对由H5N1、H9N2等亚型流感病毒引起的流行性感冒有治疗和预防的作用。根据罗氏公司网站公布的信息，在起病后24小时内服用奥司他韦的患者，病程会减短30%-40%，病情会减轻25%，作为预防用药，奥司他韦对流感病毒暴露者的保护率在80%-90%之间。   
现在上市的奥斯他韦有两种剂型，一种是胶囊，一种是口服悬浊液。胶囊的规格是75mg，悬浊液溶剂是水，规格是12mg/mL。   
生产商推荐的使用剂量，用于流感治疗，从症状开始的两天起，成人和青少年（13岁以上）每日服用两次，每次75mg，连续使用5天。一岁以下的婴儿还没有推荐使用的剂量。对于流感预防，成人和青少年（13岁以上）每日服用75mg，连续服用7天，可以得到6周的保护，服用的时间越长，累计的剂量越大，得到保护的时间越长。

## 不良反应
在罗氏提交美国联邦食品和药品管理局的申报材料中指出，奥司他韦主要的不良反应显示为消化道的不适，包括恶心、呕吐、腹泻、腹痛等，其次是呼吸系统的不良反应，包括支气管炎、咳嗽等，此外还有中枢神经系统的不良反应，如眩晕、头痛、失眠、疲劳等。   
2004年1月，FDA还发出对于奥司他韦的消费警讯，声称由于1岁以内幼儿血脑屏障发育不完全，奥司他韦应用于幼儿可能造成脑内药物浓度过高，形成潜在的安全问题。   
2005年，有日本媒体报道日本青少年服用奥斯他韦后自杀并有精神异常反应。此后日本先后报道数十例此类不良反应，此后世界各地媒体纷纷转载报道，引起公众关注。2005年11月，FDA就这一反应作出报告，认为没有证据证明奥斯他韦可以导致精神异常，日本的不良反应病例系大众媒体报道后经心理暗示作用引起的群体性臆症。
2007年3月21日，日本厚生勞動省宣布，將要求羅氏在奥司他韦包裝上加註警語告知有上述不良反應，並呼籲十歲以上的未成年者：若曾有行為異常及跌倒病史，“原則上避免使用。”

## 药代动力学参数
由于形成前药，奥司他韦有较好的药代动力学性质，在口服30分钟后被吸收，有75%以碳酸盐的形式进入循环，而未成盐的只有5%进入循环。2～3小时后血药浓度达峰，其在体内可以定向分布至肺部、支气管、鼻窦、中耳等部位。奥司他韦在体内经肾以羧酸原药的形式排泄，清除半衰期6-10小时。   

## 达菲与罗氏
罗氏制药公司是奥司他韦的专利持有人。而罗氏公司也不时因为这个知名药物而惹火上身。罗氏制药公司在他的经营史上还曾经因为控制维生素原料市场而受到欧洲经济共同体的高额罚款。对于南亚的禽流感疫情，该公司在疫情发展初期也没有采取措施加大南亚地区的药品供给量，遭到南亚和东南亚一些政府的抱怨。   

### 造谣事件
2003年初，华南地区爆发由冠状病毒引起的SARS，上海罗氏公司向公众发布信息声称：造成SARS的元凶是禽流感病毒，罗氏公司生产的达菲是目前已知唯一对禽流感有治疗作用的药物；引发了广州等地抢购达菲的风潮，并扩大到华南；经《南方都市报》记者的调查，发现当时罗氏尚未进行对奥司他韦抑制禽流感活性的临床实验，南方都市报在做出报道的同时，还将相关信息举报广东省公安厅；由于当时中国政府对SARS信息严格控制，唯恐引起社会动荡，罗氏散布虚假信息的行为已经造成广东市场上对达菲的抢购，故而引起公安部门的注意，在南方都市报举报后，广东省公安厅遂对罗氏展开调查。这一事件后来被媒体评为2003年中国药企十大公关危机 。

### 禽流感与专利授权之争
在2005年10月间全球出现禽流感流行的迹象后，全球对达菲的消费量明显上升。罗氏此间一直严密控制达菲的生产，甚至保密达菲生产线的地址，并禁止记者采访，禽流感恐慌来袭后罗氏则宣布限制销售达菲，以保证一旦流感爆发，能够有足够的货源供应患者，此举遭到一些团体的反对。也有团体指出罗氏应当放弃奥司他韦的专利垄断，扩大全球生产这种药物的能力，以便应对可能的禽流感的流行。而在亚洲，印度、台湾有企业和研究机构先后宣布合成奥司他韦成功，并宣布一旦禽流感疫情失控，将自行生产奥司他韦制剂。在各方压力下，罗氏制药宣布部分放开专利垄断，允许授权工厂生产奥司他韦。
2005年11月，中華民國行政院衛生署與羅氏藥廠協商向台湾厂商开放奥司他韦生产权，在數次協商未果之後，衛生署向主管專利的中華民國經濟部智慧財產局申請依照中華民國《專利法》第87條規定強制授權。2005年11月25日，智慧財產局同意衛生署的申請，這是世界上第一例對於克流感藥物的強制授權命令。
2005年12月，罗氏向上海制药集团开放生产权。2006年3月16日，罗氏正式授权深圳市东阳光实业发展有限公司在中国生产奥司他韦，商品名为军科奥韦。

### 生产流程的谣传
2005年10月禽流感恐慌席卷全球，达菲因其对禽流感的疗效而成为明星药物，一些中国媒体遂做出报道，声称达菲系提炼自中药八角的化合物经过精练而成，由于中国的八角供不应求，达菲产能受限。此类说法的流传造成大陆和台湾的一些民众抢购八角，以应对可能到来的禽流感。但事实上，奥司他韦并非八角提取物，只是其合成路线系由植物一次代谢产物莽草酸起始。莽草酸亦非八角独有的成分，作为植物一次代谢产物，它几乎存在于所有高等植物体内，并且是黄酮、生物碱等常见植物次生代谢产物生物合成的起始物。由于中药供给不足而影响奥司他韦产能的说法是媒体炒作的结果。

## 外部連結
- 罗氏提供的达菲说明书
- 罗氏藥廠达菲官方網站（中國大陸）
- FDA奥司他韦的信息页
- 达菲造谣事件的新闻报道（页面存档备份，存于）(新浪网)
- 台灣「克流感」VS 瑞士「達菲」
- 中華民國《專利法》第76條——強制授權[]
- 特敏福的新合成方法（英）：在美國的伊萊亞斯·科里、楊英洋和Sungwoo Hong，與及在日本的Masakatsu Shibasaki,Yuhei Fukuta, Tsuyoshi Mita, Nobuhisa Fukuda和Motomu Kanai，兩個研究小組分別找到特敏福的新合成方法